# Influenza A (H1N1) in Noord-Amerika
Dit artikel beschrijft de Mexicaanse griep in Noord-Amerika.

Mexicaanse griep in Noord-Amerika:
Bevestigde sterfgevallen
Bevestigde besmetgevallen
Onbevestigde besmetgevallen
Geen besmetgevallen

## Antigua en Barbuda
Het eerste besmetgeval in Antigua en Barbuda was op 19 juni 2009.

## Bahama's
Het eerste besmettingsgeval in de Bahama's was op 31 mei 2009.
Het eerste sterfgeval was op 19 september 2009.

## Barbados
Het eerste besmettingsgeval in Barbados was op 3 juni 2009.
Het eerste sterfgeval was op 30 september 2009.

## Belize
Het eerste besmetgeval in Belize was op 7 juli 2009.

## Canada

Mexicaanse griep in Canada:
Bevestigde sterfgevallen
Bevestigde besmetgevallen

Het eerste besmettingsgeval werd bevestigd op 27 april 2009.
In Canada zijn negentien gevallen van varkensgriep bevestigd; twee in Alberta, vier in Nova Scotia, zes in Brits-Columbia en zeven in Ontario. In de provincie Alberta is deze griepvariant tevens aangetroffen bij een kudde varkens.
Het eerste sterfgeval was op 7 mei 2009.
In de Canadese provincie Alberta is een vrouw aan Influenza A (H1N1) overleden. Dat hebben de gezondheidsautoriteiten in de westelijke provincie vrijdag laten weten. De vrouw is rond 35 jaar oud en had recentelijk geen bezoek aan Mexico gebracht.

## Costa Rica

Mexicaanse griep in Costa Rica
Bevestigde sterfgevallen
Bevestigde besmetgevallen
Onbevestigde of geen besmetgevallen

Het eerste besmettingsgeval in Costa Rica was op 2 mei 2009.
Het eerste sterfgeval was op 9 mei 2009.

## Cuba

Mexicaanse griep in Cuba

Cuba maakte op 29 april bekend voor minstens 48 uur geen vluchten van en naar Mexico toe te staan.
Het eerste besmettingsgeval in Cuba was op 12 mei 2009.
Het eerste sterfgeval was op 10 oktober 2009.

## Dominica
Het eerste besmetgeval in Dominica was op 8 juni 2009.

## Dominicaanse Republiek

Mexicaanse griep in de Dominicaanse Republiek

Het eerste besmettingsgeval in de Dominicaanse Republiek was op 27 mei 2009.
Het eerste sterfgeval was op 5 juni 2009.

## El Salvador
Het eerste besmettingsgeval in El Salvador was op 4 mei 2009.
Het eerste sterfgeval was op 3 juli 2009.

## Frankrijk

### Guadeloupe
Het eerste besmetgeval in Guadeloupe was op 6 juli 2009.
Het eerste sterfgeval was op 22 oktober 2009.

### Martinique
Het eerste besmetgeval in Martinique was op 7 juni 2009.
Het eerste sterfgeval was op 18 september 2009.

### Saint-Barthélemy
Het eerste besmetgeval in Saint-Barthélemy was op 1 oktober 2009.

### Sint-Maarten
Het eerste besmetgeval in Sint-Maarten was op 6 juli 2009.

## Grenada
Het eerste besmettingsgeval in Grenada was op 24 juli 2009.

## Guatemala

Mexicaanse griep in Guatemala

Het eerste besmettingsgeval in Guatemala was op 5 mei 2009.
Het eerste sterfgeval was op 10 juni 2009.

## Haïti
Het eerste besmetgeval in Haïti was op 14 juli 2009.

## Honduras

Mexicaanse griep in Honduras

Het eerste besmettingsgeval in Honduras was op 22 mei 2009.
Het eerste sterfgeval was op 22 juni 2009.

## Jamaica
Het eerste besmettingsgeval in Jamaica was op 3 juni 2009.
Het eerste sterfgeval was op 6 juli 2009.

## Mexico

Mexicaanse griep in Mexico:
Bevestigde sterfgevallen
Bevestigde besmetgevallen

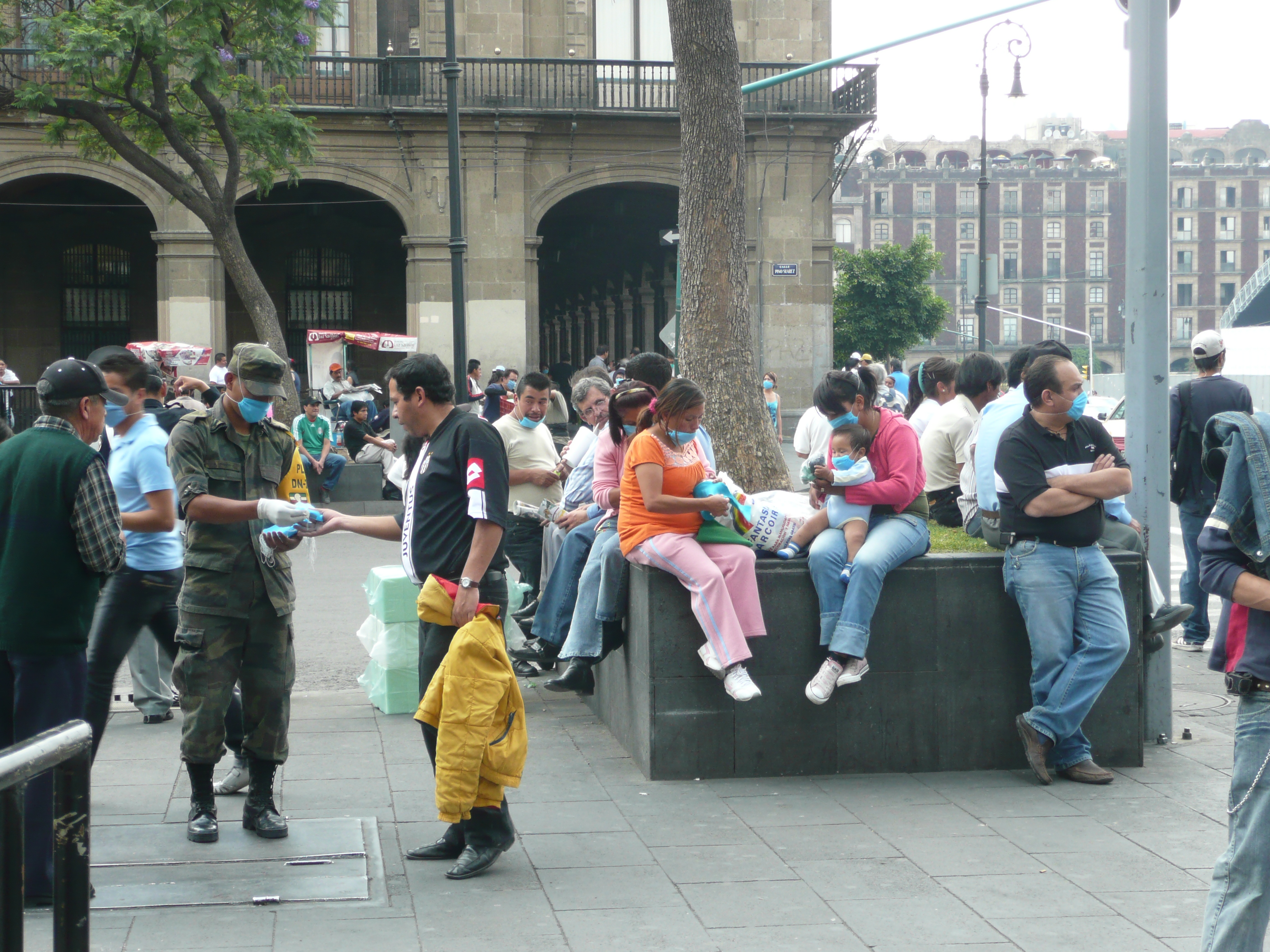
Een Mexicaanse militair deelt mondkapjes uit

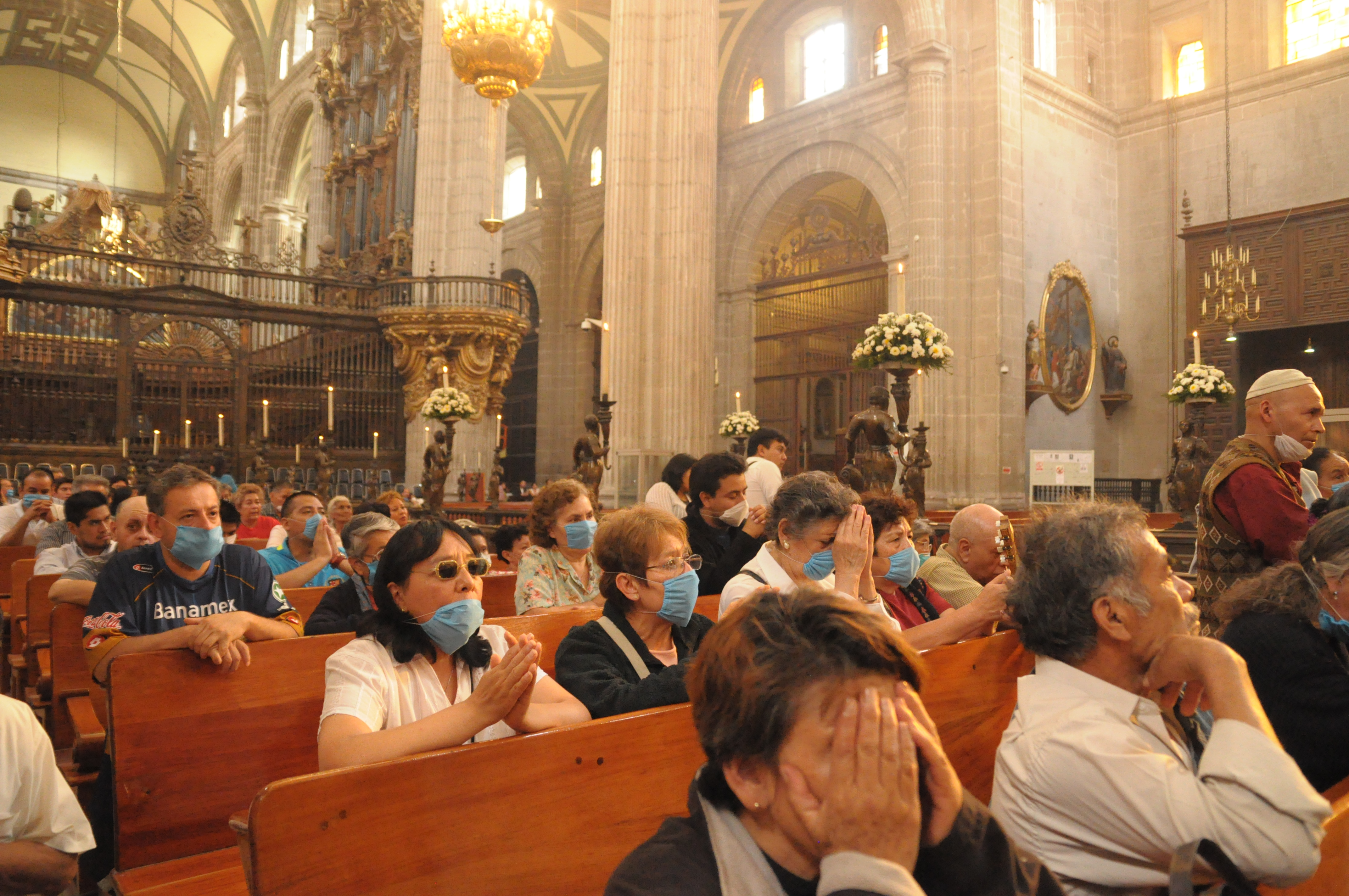
Tijdens een kerkdienst in de Kathedraal van Mexico-Stad wordt gebeden voor slachtoffers en de hoop uitgesproken op goede maatregelen van de overheid

De epidemie begon in Mexico. Het eerste besmettingsgeval werd bevestigd op 17 maart 2009. Volgens minister van gezondheid José Ángel Córdova zijn er 1204 besmettingen en 42 overlijdensgevallen bevestigd. Doden zijn gevallen in Mexico-Stad, Mexico, Oaxaca, Tlaxcala, Puebla, Zacatecas, Guanajuato en Aguascalientes. Er zijn iets meer vrouwen dan mannen overleden. Op Baja California Sur na zijn er in alle 31 staten griepgevallen gemeld.
Het eerste sterfgeval was op 12 april 2009.
Op 24 april 2009 besloten de overheden van Mexico-Stad en de staat Mexico tot het sluiten van scholen, musea, bibliotheken, theaters en andere openbare gebouwen om de verdere verspreiding van het virus tegen te gaan. Een dag later werd bekend dat de scholen in Mexico-Stad en de staten Mexico en San Luis Potosí in ieder geval tot 6 mei gesloten zouden blijven.
Op 25 april riep president Felipe Calderón de noodtoestand uit. De inwoners van de hoofdstad is aanbevolen elk lichamelijk contact, waaronder handenschudden en zoenen te vermijden, mondkapjes te dragen en niet in grote groepen samen te komen. Zwangere vrouwen is aangeraden thuis te blijven. In vliegvelden en busterminals in het hele land worden passagiers gecontroleerd op varkensgriep. Alle niet-urgente rechtszaken in Mexico-Stad zijn voorlopig opgeschort. De Katholieke Kerk heeft alle missen voorlopig opgeschort en voetbalwedstrijden worden zonder publiek gespeeld. Restaurants mogen uitsluitend nog meeneemmaaltijden verzorgen. De meeste partijen hebben de campagne voor de verkiezingen op 5 juli voorlopig opgeschort, hoewel een aantal kandidaten van de gelegenheid gebruikmaken en mondkapjes en thermometers uitdelen als verkiezingsmateriaal.
Op 27 april besloot de Mexicaanse minister van onderwijs dat de scholen in het hele land tot 6 mei gesloten zullen blijven. Burgemeester van Mexico-Stad Marcelo Ebrard verklaarde indien het aantal nieuwe besmettingen niet afneemt desnoods het hele openbaar vervoersysteem van de stad stil te zullen leggen. Op 28 april verklaarde minister Córdova dat het aantal nieuwe besmettingen aan het afnemen is.
President Calderón riep de Mexicanen op 29 april op van 1 april tot 5 mei zo veel mogelijk binnen te blijven en schortte voor die periode alle niet-essentiële overheidsdiensten op. Transportfaciliteiten, waaronder vliegvelden, havens en busstations, zullen echter openblijven. Vanaf 7 mei kwam het openbare leven langzaam weer op gang, maar de autoriteiten hebben aangekondigd nog niet alle maatregelen op te schorten en waakzaam te blijven.
Het Mexicaans planbureau schat dat de epidemie een teruggang van een half procent van Mexico's bruto nationaal product zal betekenen. Het Internationaal Monetair Fonds heeft Mexico een noodlening van 25 miljoen dollar toegekend.
Een van de personen die in Mexico-Stad met griepverschijnselen in het ziekenhuis is opgenomen is de politicus Manuel Camacho, in het verleden burgemeester van Mexico-Stad en minister van buitenlandse zaken. Na zes dagen in het ziekenhuis te hebben gelegen werd hij op 29 april genezen verklaard en ontslagen.
Op 25 mei maakte de deelstaat Veracruz bekend een standbeeld te willen oprichten voor 'Patiënt nul', de 4-jarige Edgar Hernández, die als het eerste slachtoffer van het virus wordt gezien. De hoop is dat het beeld het toerisme zal stimuleren.

## Nederland

### Aruba
Het eerste besmetgeval in Aruba was op 3 juli 2009.

### Nederlandse Antillen
Het eerste besmetgeval in de Nederlandse Antillen was op 17 juni 2009.

## Nicaragua
Het eerste besmettingsgeval in Nicaragua was op 4 mei 2009.
Het eerste sterfgeval was op 12 augustus 2009.

## Panama

Mexicaanse griep in Panama

Het eerste besmettingsgeval in Panama was op 8 mei 2009.
Het eerste sterfgeval was op 19 juli 2009.

## Saint Lucia
Het eerste besmetgeval in Saint Lucia was op 30 juni 2009.

## Saint Vincent en de Grenadines
Het eerste besmetgeval in Saint Vincent en de Grenadines was op 2 juli 2009.

## Trinidad en Tobago
Het eerste besmetgeval in Trinidad en Tobago was op 4 juni 2009.
Het eerste sterfgeval was op 14 oktober 2009.

## Verenigd Koninkrijk

### Anguilla
Het eerste besmettingsgeval in Anguilla was op 5 augustus 2009.

### Bermuda
Het eerste besmettingsgeval in Bermuda was op 2 juni 2009.

### Britse Maagdeneilanden
Het eerste besmetgeval in de Britse Maagdeneilanden was op 11 juni 2009.

### Kaaimaneilanden
Het eerste besmetgeval in de Kaaimaneilanden was op 5 juni 2009.
Het eerste sterfgeval was op 24 juli 2009.

### Turks- en Caicoseilanden
Het eerste besmettingsgeval in de Turks- en Caicoseilanden was op 23 juli 2009.

## Verenigde Staten

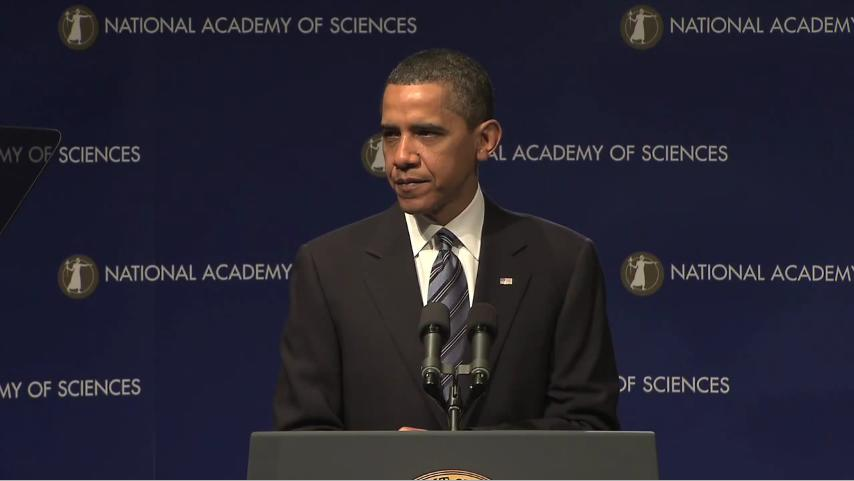
Barack Obama spreekt tot de National Academy of Sciences over de griepuitbraak

Het eerste besmettingsgeval in de Verenigde Staten werd bevestigd op 28 maart 2009.

Mexicaanse griep in de Verenigde Staten:
Bevestigde sterfgevallen
Bevestigde besmetgevallen

Op 29 april 2009 werd door het CDC het eerste overlijdensgeval in de VS als gevolg van de varkensgriep bekendgemaakt. Een peuter, van 23 maanden, uit de staat Texas is het eerste slachtoffer van de griep buiten Mexico. Later bleek dat de overleden peuter uit Mexico afkomstig was. De ouders waren naar de Verenigde Staten gekomen voor de behandeling van het virus.
Op zondag 26 april 2009 maakte de Amerikaanse minister Janet Napolitano bekend dat in de VS de noodtoestand voor de gezondheidszorg wordt uitgeroepen. Ze noemde deze stap een "standaardmaatregel". Verschillende scholen werden voor minstens enkele dagen gesloten. In verschillende steden werden openbare gelegenheden gesloten en in de Texaanse stad Cibolo besloot de burgemeester de stadsparken te sluiten. President Obama vond dat de varkensgriep "reden is voor bezorgdheid, maar niet voor paniek." Op 28 april vroeg Obama het Amerikaans Congres om 1,5 miljard dollar voor de bestrijding van de varkensgriep, onder andere voor medicijnen.

### Amerikaanse Maagdeneilanden
Het eerste besmetgeval in de Amerikaanse Maagdeneilanden was op 17 juni 2009.
Het eerste sterfgeval was op 3 september 2009.

### Puerto Rico
Het eerste besmettingsgeval in Puerto Rico was op 26 mei 2009.
Het eerste sterfgeval was op 7 juli 2009.